# White Tower

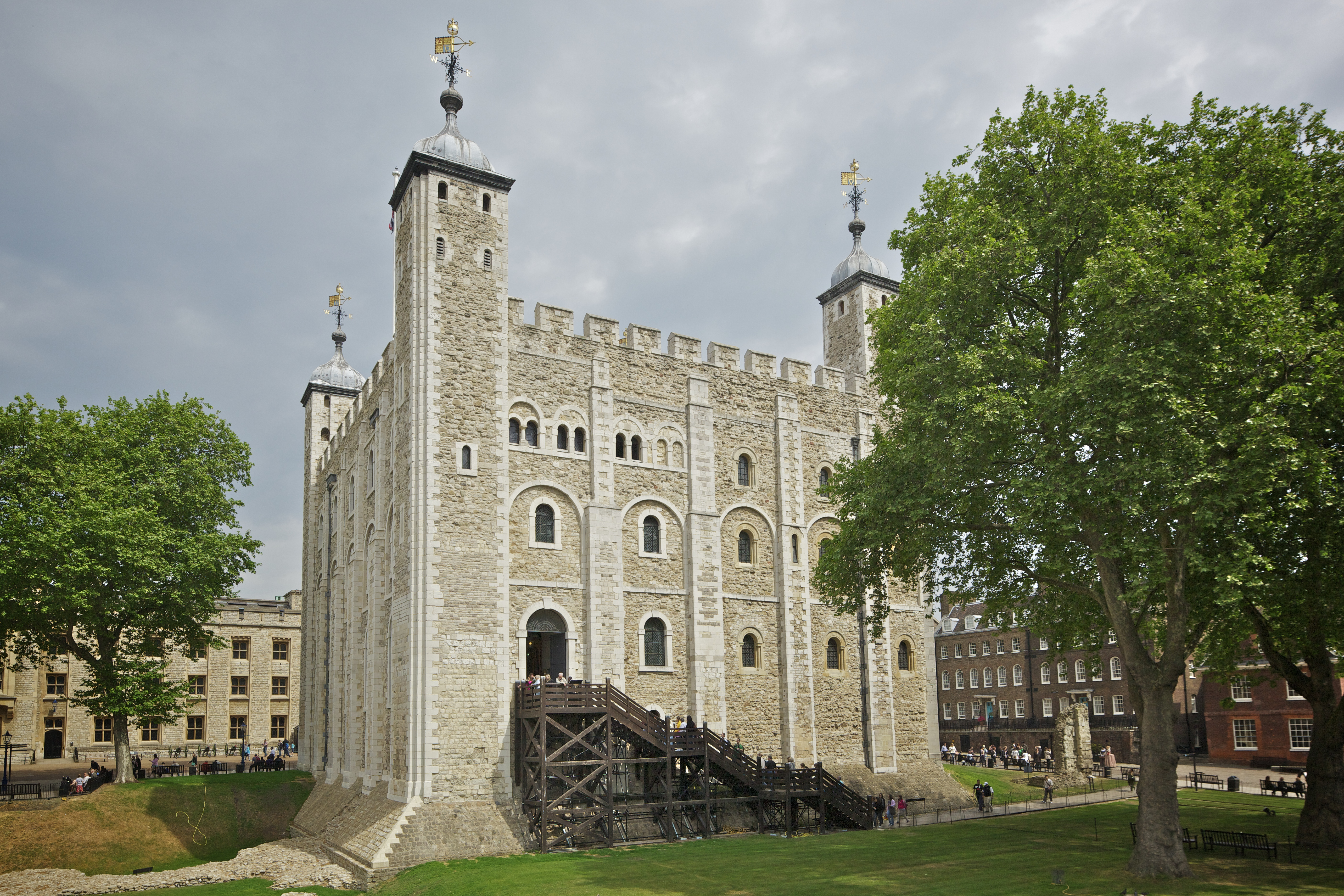
White Tower von Süden (2011)

Der White Tower ist der Keep des Towers of London. Der ab 1078 gebaute Turm ist mit einer Fläche von 32,5 Meter × 36 Meter der größte Turm der Festung. Im Laufe der Jahrhunderte diente er unter anderem als königliche Wohnung und als Gefängnis. Heute befindet sich eine Ausstellung im Turm. Seine auffallende Gestaltung sorgte dafür, dass die gesamte Festung als Tower (Turm) bekannt wurde, obwohl sie neben dem White Tower noch aus zahlreichen weiteren Gebäuden, Mauern und Gräben besteht.

## Baugeschichte
Der White Tower liegt am südöstlichen Ende der City of London auf dem massiven Gestein des Tower Hill. Er hat damit eine herausgehobene Lage gegenüber der restlichen Stadt, die alte römische Stadtmauer konnte von den Baumeistern als zusätzliche Sicherungsanlage genutzt werden.
Um 1078 beauftragte Wilhelm der Eroberer seinen Baumeister Bischof Gundulf von Rochester mit dem Bau der Burg. Sie sollte als eine von mehreren Festungsbauten gegen aufständische Bestrebungen in der Stadt London dienen. Gundulf orientierte sich beim Bau der Anlage an Festungsbauten in Frankreich und Deutschland, insbesondere die inzwischen zerstörte Burg der normannischen Herrscher in Rouen hat dabei Pate gestanden. Der White Tower enthielt die für diesen Bautyp typische Anordnung von großer Halle, Wohnräumen und Kapelle. Während diese Räume normalerweise als separate Gebäude um einen Innenhof angeordnet wurden, ließ Wilhelm sie auf mehrere Etagen verteilt in einem Gebäude errichten.

## Architektur
Der Turm gehört zur Gruppe der Hallen-Keeps, einem Typus von Turm, der nur in der frühen normannischen Architektur in England vorkommt.

### Türmchen und Kapelle

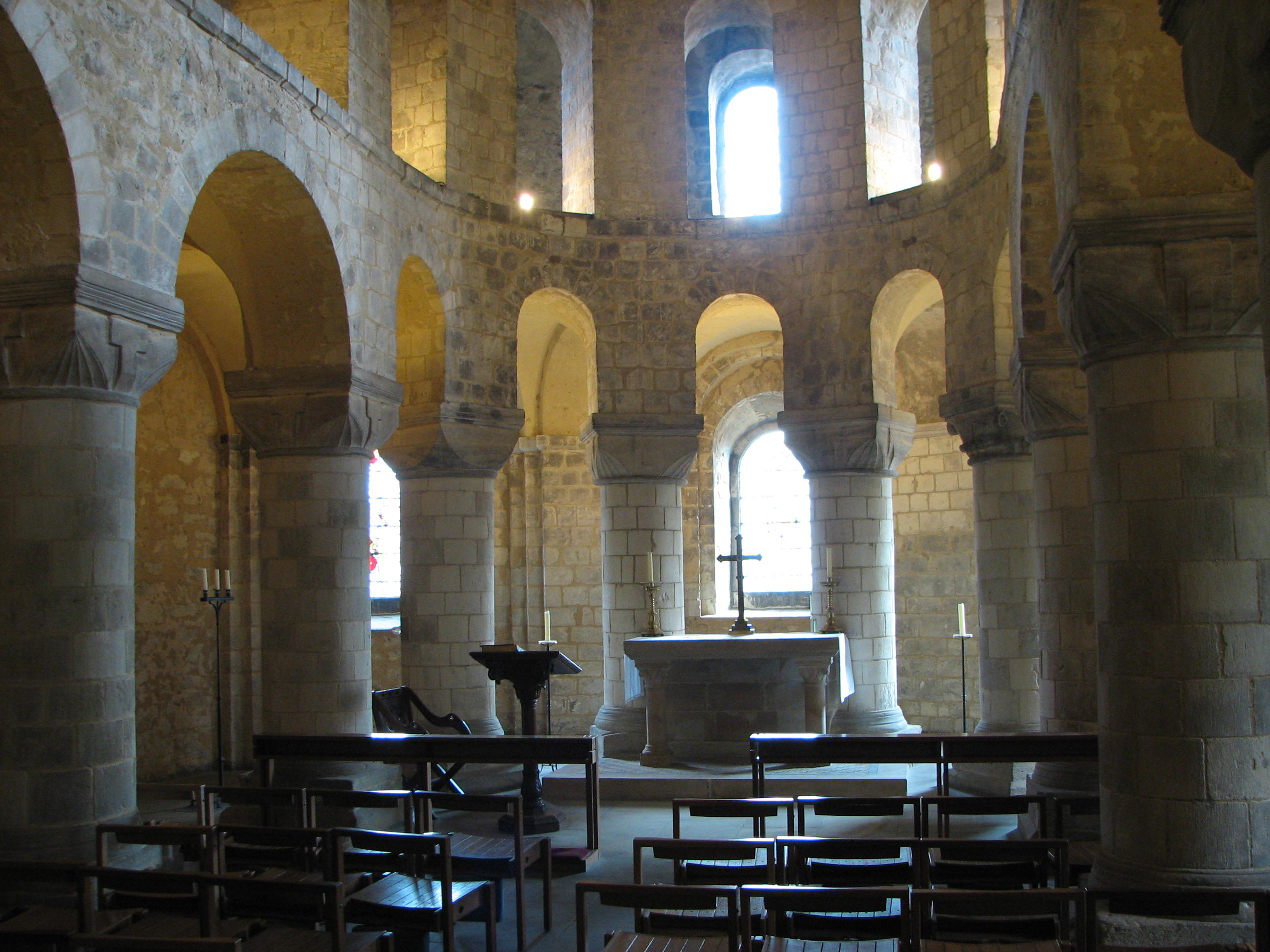
St.-Johns-Kapelle im White Tower

Der Turm besitzt einen nahezu quadratischen Grundriss mit vier hervortretenden Ecktürmen. An drei der vier Ecken stehen rechteckige Türmchen, das Türmchen im Nordosten ist rund. Durch die halbkreisförmige Ausbuchtung im Osten zeichnet sich der Altarraum der Kapelle St. John außen ab. Die Fassade wird durch flaches Strebewerk markant untergliedert. Der Anbau der Kapelle war wahrscheinlich nicht von Anfang an geplant, sondern kam erst im Laufe des Baus hinzu. Archäologische Ausgrabungen deuten auch darauf hin, dass diese ursprünglich niedriger war als sie heute ist. Die Wetterfahnen auf den Türmen sind von 1668, die Mauerzinnen von 1637/1638, gefertigt durch den Steinmetz William Mills. Das hauptsächliche Baumaterial ist ein sehr harter Kalkstein (sogenannter Kentish Ragstone), der über die Themse aus Kent gebracht wurde, ergänzt um Quarzgestein von der Isle of Wight. Die ursprüngliche Verkleidung aus Pierre de Caen wurde im 17. Jahrhundert fast komplett gegen Portland Stone ausgetauscht. Das runde Türmchen im Nordosten bekam 1914 eine neue Fassade, dabei wurde unter anderem eine Turmuhr aus dem 19. Jahrhundert wieder entfernt.
Die Kapelle St. John hat einen der bemerkenswertesten Innenräume normannischer Architektur im Vereinigten Königreich. Das Tonnengewölbe im Kirchenschiff ist eines der wenigen seiner Art in England mit Kreuzgewölben in den Seitenschiffen und darüber mit Emporen, die wie das Hauptschiff tonnengewölbt sind. Seitenschiffe und Emporen umrunden auch den Chor. Nachdem die Kapelle nach der Reformation als Archiv genutzt wurde, baute Anthony Salvin sie im 19. Jahrhundert wieder in einen Andachtsraum zurück.

### Hauptgebäude

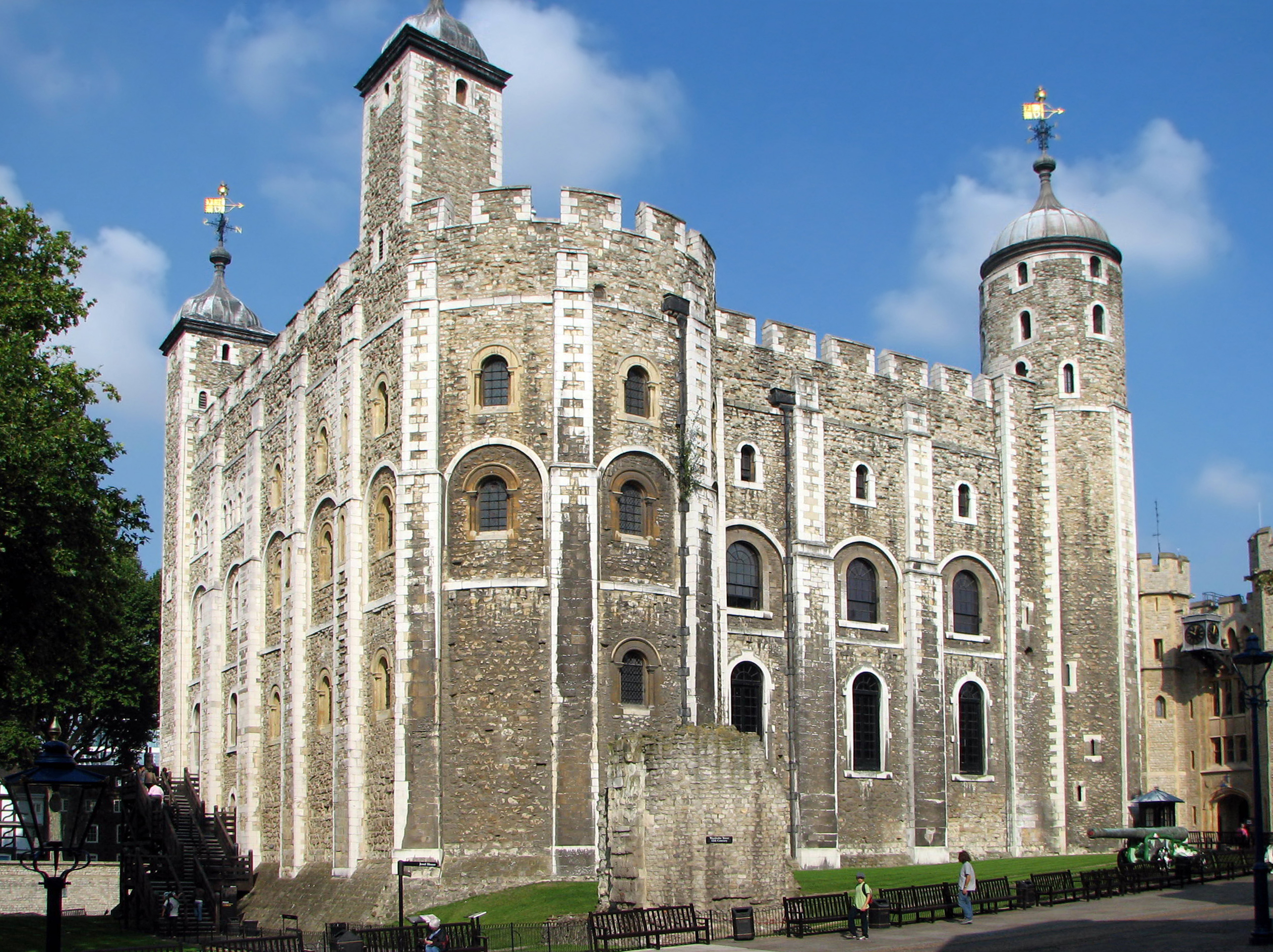
Ansicht aus dem Südosten (2011)

Innerlich ist jede Etage des White Towers in drei große Abschnitte geteilt. Ursprünglich hatte der Turm ein Erdgeschoss, über dem sich zwei Wohnetagen befanden. Heute verfügt der White Tower über fünf Etagen, wobei sich der Eingang im ersten Stock befindet, und das Erdgeschoss nicht von außen zugänglich ist. Ursprünglich war der Turm nur über eine Holztreppe erreichbar, die sich bei Gefahr entfernen ließ. Später wurde diese durch beständigere Zugänge ersetzt, seit 1973 ist der Eingang wieder durch eine Holztreppe im ersten Stock erreichbar, die dem Zustand des 11. Jahrhunderts nahekommt. Die Treppe innerhalb des Gebäudes befindet sich im Nordosten und damit am entgegengesetzten Ende des Eingangs. Ab dem zweiten Stockwerk gibt es kleinere Treppenhäuser auch im Nordwesten und Südwesten. Im 14. Jahrhundert kam eine Treppe hinzu, die in der südlichen Mauer gebaut wurde, und direkten Zugang zur Kapelle hat. Über diese Treppe werden heute hauptsächlich die Touristenströme innerhalb des White Towers geschleust.
Das zweite Stockwerk bestand ursprünglich aus zwei Etagen mit einer Galerie. Später wurde der obere Teil im Laufe der Geschichte zu einem voll ausgebauten dritten Stockwerk. Damit ist der Turm heute 92 Fuß hoch.
Die Wände sind 3,4 Meter (im oberen Bereich) bis zu 4,6 Meter (in Bodennähe) dick. Im oberen Teil des Turms finden sich Fenster. Diese sind bereits seit Baubeginn vorhanden, wurden im 17. Jahrhundert von Christopher Wren aber noch einmal vergrößert, und im 18. Jahrhundert wieder umgestaltet. Die Restaurierung von Anthony Salvin, die viele Umbauten im Tower wieder auf einen mittelalterlichen Zustand zurückführte, verschonte diese Fenster. Zwei doppelte Fensterpaare normannischer Bauweise unter einem Bogen sind noch im oberen westlichen Teil auf der Südseite des White Towers zu sehen. Typisch für die Architektur der Normannen ist die Lage von zwei Feuerstellen im ersten Stock, die sich in den Mauern befinden, sowie die Anordnung von Toiletten neben den Treppen.
Im Erdgeschoss befand sich ein Brunnen, der zwölf Meter tief reichte. Dieses Stockwerk diente ursprünglich vor allem als Lagerraum. Im ersten Stock wohnten wahrscheinlich der Konstabler des Tower und die Wachmannschaft. Die große Halle diente vermutlich vor allem zur Einnahme der Mahlzeiten, ebenso wie als Schlafplatz der Hausbediensteten. Im zweiten Stock befanden sich die Schlafgemächer des Königs. Nur von dort aus bestand Zugang zur Kapelle.

## Nutzung

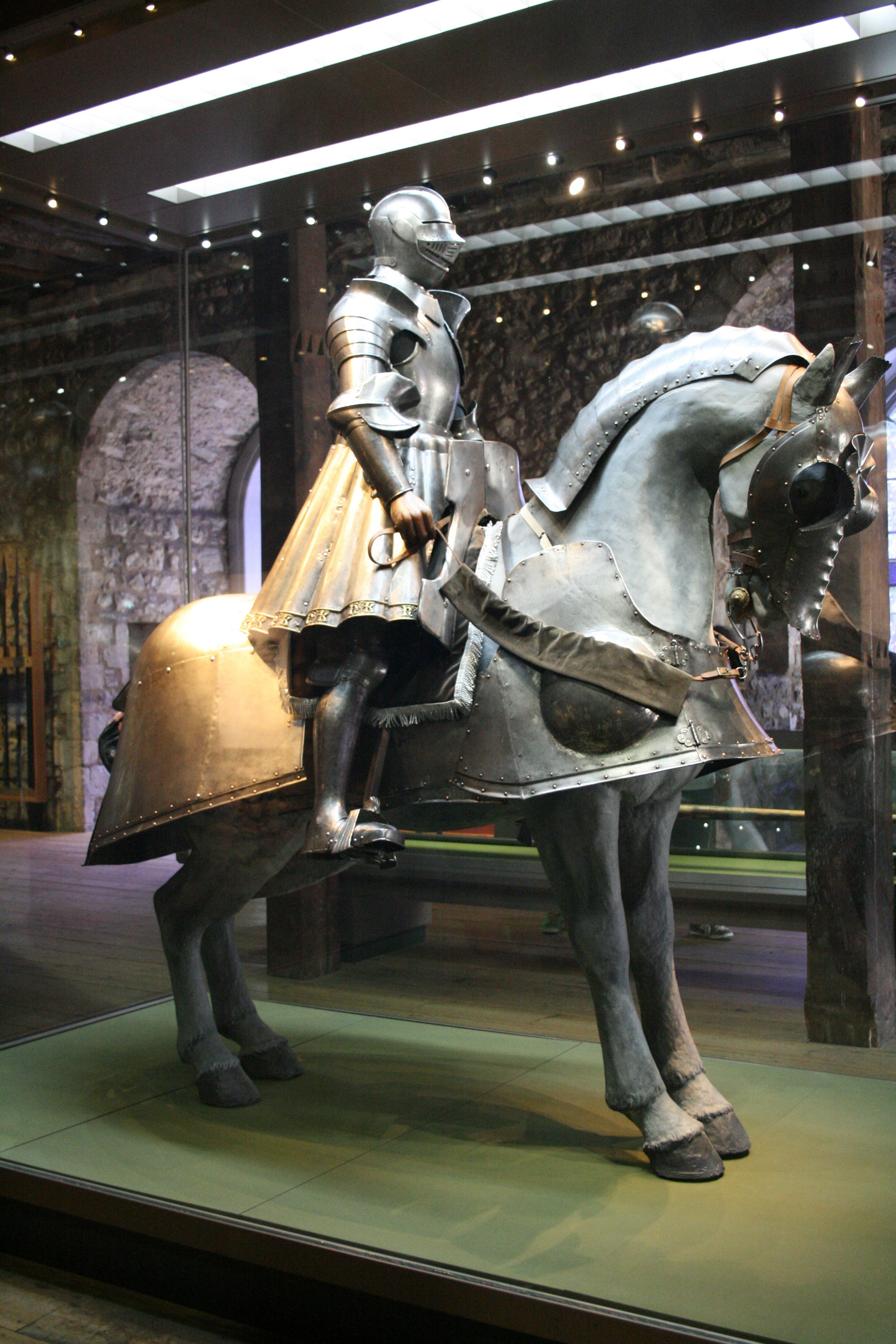
Rüstung von Heinrich VIII., ausgestellt im White Tower

Obwohl der White Tower zur Bauzeit eines der größten Gebäude auf den britischen Inseln war, erwies er sich bald als zu klein für den intendierten Nutzen. Bereits aus der Zeit Heinrichs II. im späten 12. Jahrhundert finden sich Hinweise auf eine andere königliche Residenz auf dem Festungsgelände.
Im 13. Jahrhundert wurde der White Tower als Gefängnis genutzt, als Edward I. bis zu 700 Juden in einem Keller unter dem White Tower einsperren ließ. Dies geschah unter dem Vorwurf der Münzschneiderei. Nur wenige Jahre später folgte die Ausweisung aller Juden aus England.
Im White Tower selbst findet sich eine einzige 10 mal 8 Fuß große Zelle. Der Legende nach wurde Walter Raleigh in ihr gefangen gehalten. Historische Graffiti an den Wänden weisen auf die Gefangenen Robert Rudston, Thomas Fane und Thomas Culpeper hin, die wegen ihrer Teilnahme an der Rebellion von Thomas Wyatt im White Tower landeten. Der einzig erfolgreiche Angriff auf den Tower of London führte 1381 den Rebellenführer Wat Tyler bis in die Kapelle des White Towers, wo er den Kaplan aufscheuchte.
Bis zur Zeit von Elisabeth I. nutzte der königliche Haushalt regelmäßig die Kapelle für ihre eigentlichen Zwecke. Neben Gottesdiensten und Gebeten lag hier 1471 der Körper von Heinrich VI. aufgebahrt, nachdem er im Wakefield Tower, ebenfalls in der Festung, ermordet worden war. Seit der Zeit von Karl II. im 17. Jahrhundert lagerten die Könige dort Staatspapiere. Erst mit der Gründung des Public Record Office 1857 wanderten diese Papiere aus der Kapelle im White Tower in ein Archivgebäude.
Im 16. und 17. Jahrhundert diente der White Tower als Arsenal der Truppen in der Stadt. Als sich der Große Brand von London auf den Tower zubewegte, lagerten mehrere hundert Fässer mit Schießpulver im Gebäude. Bevor das Feuer jedoch bis zum White Tower vordringen konnte, wechselte die Windrichtung.
Seit der Mitte des 19. Jahrhunderts beherbergt der White Tower vor allem die Ausstellung der Royal Armouries, in der sich unter anderem die Rüstungen Heinrichs VIII. und anderer britischer Könige befinden. Nachdem die Royal Armouries 1996 ein eigenes Museum in Leeds eröffnete, erfuhr die Ausstellung im Tower eine erhebliche Neuordnung, und erstreckt sich heute vor allem auf wenige besonders spektakuläre Stücke. Die Ausstellungen der Royal Armouries werden ergänzt durch eine Ausstellung zur Geschichte des Towers of London. Der Zugang erfolgt heute über eine hölzerne Treppe auf der Südseite des Gebäudes.